# Pravec
Pravec (in bulgaro Правец?, anche traslitterato come Pravets o Pravetz) è una città della Bulgaria occidentale, situata a circa 60 km dalla capitale Sofia.
Pravec ha una popolazione di 4.512 persone. È circondata da montagne, che creano un clima mite con venti rari. Nei dintorni della città vi è un piccolo lago, utilizzato soprattutto per la pesca. La città è spesso ricordata per la produzione di computer e per essere stata il luogo di nascita dell'ultimo dittatore socialista Todor Živkov. La prima fabbrica di microprocessori della Bulgaria si trova proprio a Pravec: questi computer, che furono i primi di tutta la Bulgaria e che avevano una tastiera gialla e nera, furono chiamati Pravetz-82.
Al giorno d'oggi, la città è famosa per il campus universitario e per due prestigiose scuole superiori. La prima, una scuola di lingue, è intitolata a Aleko Konstantinov e prepara gli studenti che continuano la loro istruzione in Bulgaria, Stati Uniti, Germania e Francia. La seconda scuola superiore è una delle scuole tecniche della città e prepara gli studenti per l'Università Tecnica di Sofia. La sede bulgara della City University (Washington) si trova a Pravec.

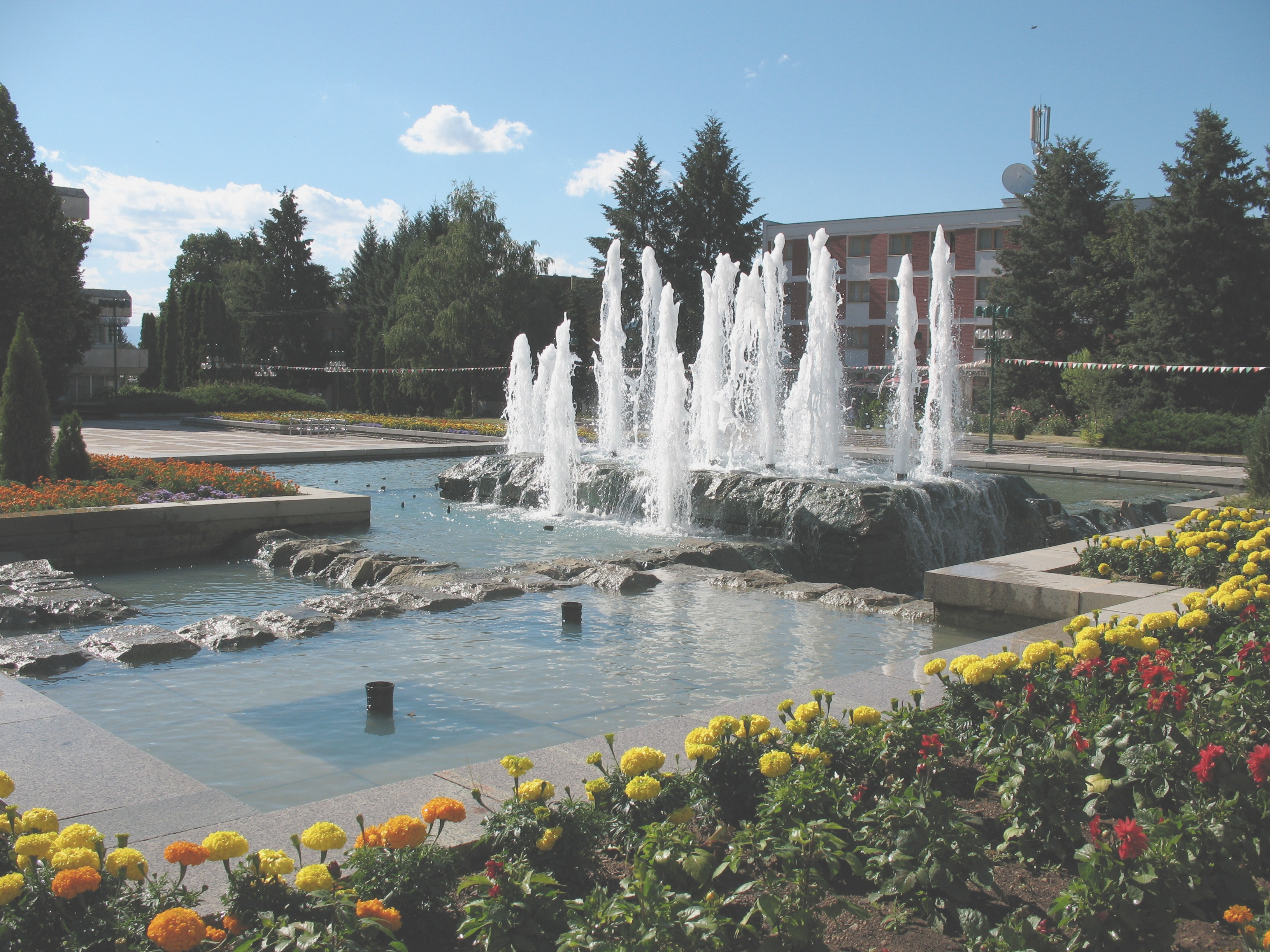